# Oli de cacauet

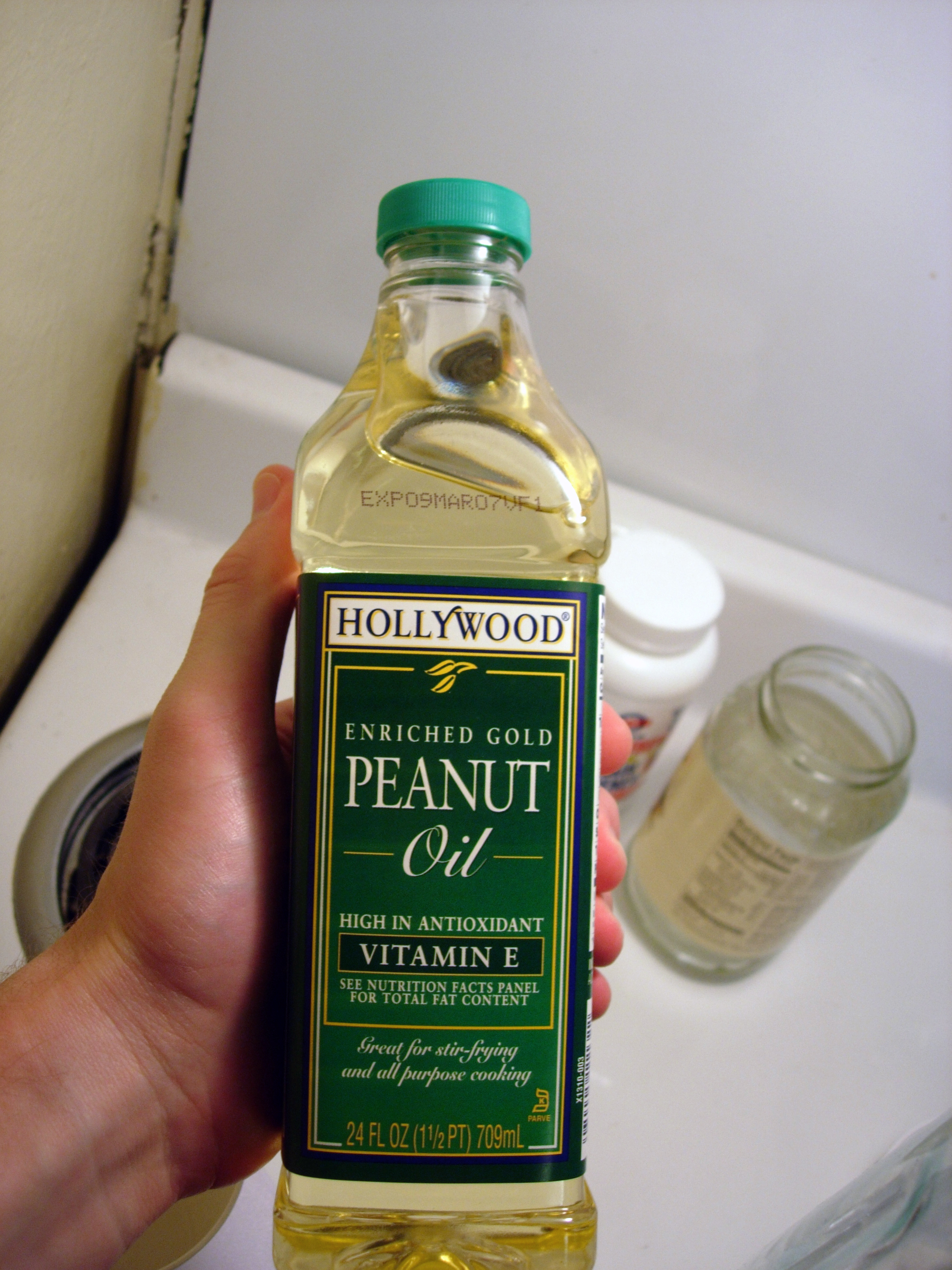
Una ampolla d'oli de cacauet

L'oli de cacauet és un oli vegetal comestible derivat del cacauet, és notable la seva aroma i gust.
Es fa servir sovint a la cuina xinesa, i del sud d'Àsia a la manera com es fa servir l'oli d'oliva a la cuina mediterrània. L'oli de cacauet té un punt de fumejat relativament alt. Els seus àcids grassos principals són l'àcid oleic (56,6%) i l'àcid linoleic (26,7%). També té àcid palmític, àcid araquídic, àcid araquidònic, àcid behènic, àcid lignocèric i altres àcids grassos.
Es fa servir sobretot per fregir.
A l'exposició universal de París de 1900 la companyia Otto, demostrà que l'oli de cacauet podia servir de combustible pel motor diesel.
També es fa servir com ingredient principal en productes per treure la cerumen de les orelles junt amb l'oli d'ametlles. També s'utilitza per estovar de la femta. Se'n pot fer sabó.
Als olis de refinats cacauet els han extret els al·lèrgens i així són segurs per la majoria de les persones al·lèrgiques al cacauet, en canvi els olis de cacauet no refinats i premsats en fred poden ser molt perillosos per les persones al·lèrgiques al cacauet. Tanmateix com que el procés de refinació no queda clar cal consultar el metge.

## Valor nuritiu per 100 grams
Energia dietètica:3.699 kilojoules, proteïna 0, greix 100 g, carbohidrats 0 g, greix saturat 17 g greix monoinsaturat 46 g greix poliinsaturat 32 g.